# Gilbert Colgate
Pour les articles homonymes, voir Colgate (nom).
Gilbert Colgate, né le 21 décembre 1899 à New York et mort le 9 octobre 1965 dans la même ville, est un bobeur américain notamment médaillé de bronze de bob à deux aux Jeux olympiques d'hiver de 1936.

## Biographie
Gilbert Colgate est l'arrière-petit-fils du fondateur de l'entreprise Colgate-Palmolive. Après avoir obtenu un diplôme à l'université Yale et gagné plusieurs compétitions en voile, il est champion nord-américain de bob à deux en 1934 avec Richard Lawrence puis médaillé de bronze aux Jeux olympiques d'hiver de 1936 à Garmisch-Partenkirchen en Allemagne avec le même coéquipier. Colgate est ensuite homme d'affaires dans l'entreprise familiale et avec Colgate-Larsen Aircraft Co, marque spécialisée dans l'aviation.

## Palmarès

### Jeux Olympiques
- : médaillé de bronze en bob à 2 aux JO 1936.